# HK Astana
Der HK Astana (russisch ХК Астана) ist eine Eishockeymannschaft aus dem kasachischen Astana. Der Verein wurde am 1. Januar 2011 gegründet und nimmt seither an der Kasachischen Meisterschaft teil.

## Geschichte
Zur Saison 2011/12 wurde der Verein direkt in die Kasachische Eishockeymeisterschaft aufgenommen. In ihrer Premierenspielzeit belegte die Mannschaft den fünften Platz der Hauptrunde und qualifizierte sich auf Anhieb für die Playoffs, in denen sie im Viertelfinale dem HK Arystan Temirtau in der Best-of-Five-Serie mit 1:3 Siegen unterlag. In den folgenden Spielzeiten belegte der Klub meist hintere Tabellenplätze und schied jeweils im Play-off-Viertelfinale aus.

## Saisonstatistik
Legende zur Saisonstatistik: GP oder Sp = Spiele insgesamt; W oder S = Siege; L oder N = Niederlagen; T oder U = Unentschieden; OTS = Siege nach Verlängerung (Overtime);  OTN oder OL = Overtime-Niederlagen; SOS = Shootout-Siege; SOL oder SON = Shootout-Niederlagen; P oder Pkt = Punkte; Pct % = Siege in %; GF oder T = Tore; GA oder GT = Gegentore
| Saison  | Sp | S  | N  | OTS | OTN | Punkte | T   | GT  | Platz | Play-offs                                         |
| 2011/12 | 54 | 24 | 16 | 6   | 8   | 92     | 165 | 143 | 5.    | Viertelfinal-Niederlage 1:3 (HK Arystan Temirtau) |
| 2012/13 | 54 | 15 | 28 | 5   | 6   | 61     | 152 | 172 | 8.    | Viertelfinal-Niederlage 0:4 (HK Arlan Kökschetau) |
| 2013/14 | 54 | 21 | 29 | 1   | 3   | 68     | 160 | 185 | 8.    | Viertelfinal-Niederlage 0:4 (HK Ertis Pawlodar)   |
| 2014/15 | 54 | 16 | 28 | 8   | 2   | 66     | 174 | 161 | 8.    | Viertelfinal-Niederlage 0:4 (HK Arlan Kökschetau) |
| 2015/16 | 54 | 1  | 51 | 2   | 0   | 67     | 326 | 7   | 10.   | Play-offs verpasst                                |
| 2016/17 | 54 | 7  | 39 | 5   | 3   | 89     | 201 | 34  | 10.   | Play-offs verpasst                                |
| 2017/18 | 54 | 1  | 50 | 0   | 3   | 81     | 354 | 6   | 10.   | Play-offs verpasst                                |
| 2018/19 | 54 | 3  | 48 | 1   | 2   | 81     | 271 | 13  | 10.   | Play-offs verpasst                                |